# Kenneth Risberg
Lars Kenneth Risberg, född 17 mars 1950 i Gävle, är en svensk skådespelare. 

## Biografi
Risberg utexaminerades från Statens scenskola i Malmö 1976. Han har varit verksam vid  Västmanlands länsteater, Unga riks, Folkteatern i Göteborg och Upsala Stadsteater. 
Kenneth Risberg har varit gift med skådespelaren Angelica Lundqvist men är numera gift med skådespelaren Anja Landgré. Han är far till skådespelaren Fanny Risberg.

## Filmografi i urval
- 1976 – Klerk
- 1984 – Äntligen!
- 2002 – Svenska slut
- 2010 – Du sköna

## Teater

### Roller
| År   | Roll | Produktion                                                             | Regi         | Teater    |
| ---- | ---- | ---------------------------------------------------------------------- | ------------ | --------- |
| 1990 |      | Romeo och Juliet (The Tragedy of Romeo and Juliet) William Shakespeare | Finn Poulsen | Unga Riks |